# Patrick Leahy
Patrick Joseph Leahy, född 31 mars 1940 i Montpelier, Vermont, är en amerikansk advokat och demokratisk politiker. Han var ledamot av USA:s senat från delstaten Vermont från 1975 till 2023.
Den 15 november 2021 meddelade Leahy att han inte skulle kandidera för omval år 2022. Han efterträddes av demokraten Peter Welch, som blev den andra demokraten att representera Vermont i senaten.
Leahy avlade 1961 grundexamen vid Saint Michael's College i Vermont och därefter 1964 juristexamen (J.D.) vid Georgetown University Law School. Efter en tids advokatverksamhet var han delstatsåklagare i Chittenden County 1966–1974. Han valdes till USA:s senat i valet 1974 och har därefter blivit omvald 1980–2016. Leahy är den enda demokratiske senator som valts från Vermont sedan senatorerna började utses i allmänna val i och med att 17:e konstitutionstillägget antogs 1913. (Senator Bernie Sanders från Vermont, invald 2006, deltog i demokraternas primärval och därmed fick partiets nominering, men betecknar sig oberoende socialist.) Leahy blev ordförande i senatens justitieutskott  2 januari 2007, då demokraterna återtog kontrollen över senaten efter valet 2006. Efter att Daniel Inouye avlidit i december 2012 valdes Leahy till senatens tillförordnade ordförande, ett uppdrag han innehade till januari 2015 då demokraterna förlorade sin majoritet i senaten. 20 januari 2021 återkom han på posten.
Leahy är blind på ett öga och ett stort fan av serietidningar för vuxna; bland annat har han medverkat i de senaste två Batman-filmerna av Christopher Nolan, The Dark Knight (2008) och The Dark Knight Rises (2012).